# Informe sobre la aplicación de la Estrategia Europea de Seguridad (2008)
El informe sobre la aplicación de la Estrategia Europea de Seguridad –Ofrecer seguridad en un mundo en evolución– es un documento publicado en 2008 por el Consejo de la Unión Europea.
El documento centra esencialmente su análisis en la globalización que vive el mundo en que la Unión Europea se mueve. Partiendo de una reflexión y caracterización de este proceso, que califica de intrínsecamente complejo, evolutivo y permeable, la redacción se centra rápidamente en los nuevos retos a que se enfrenta el mundo, y en particular Europa, y las nuevas posibilidades e instrumentos que un entorno cambiante ofrece o favorece. 
La Estrategia centró su atención en tres objetivos fundamentales: la seguridad interior,  el entorno de seguridad y el multilateralismo eficaz.

## Historia
La relativa antigüedad de la Estrategia Europea de Seguridad, adoptada en 2003, parecía propiciar un rediseño de dicha política que pudiera cristalizar en la adopción de una nueva y más ambiciosa estrategia, o cuando menos en una honda actualización y profundización de la misma.
Sin embargo, la diplomacia francesa -y con ella todos los Estados interesados en una mayor integración militar europea- pronto pudo comprobar por sí misma la opaca robustez de la oposición de algunos países, y particularmente el más desarrollado en capacidades militares: el Reino Unido. Frustrada por los mismos y persistentes obstáculos a que había tenido que enfrentarse en 2003 el alto representante Javier Solana, la presidencia francesa del Consejo de la Unión Europea de 2008 tuvo que conformarse con impulsar la redacción de un mero informe de evaluación sobre la aplicación y utilidad de la Estrategia, que fue finalmente aprobado por el Consejo Europeo de diciembre en Bruselas, bajo el nombre de Informe sobre la aplicación de la Estrategia Europea de Seguridad –Ofrecer seguridad en un mundo en evolución–.

## Definición de los retos y las amenazas

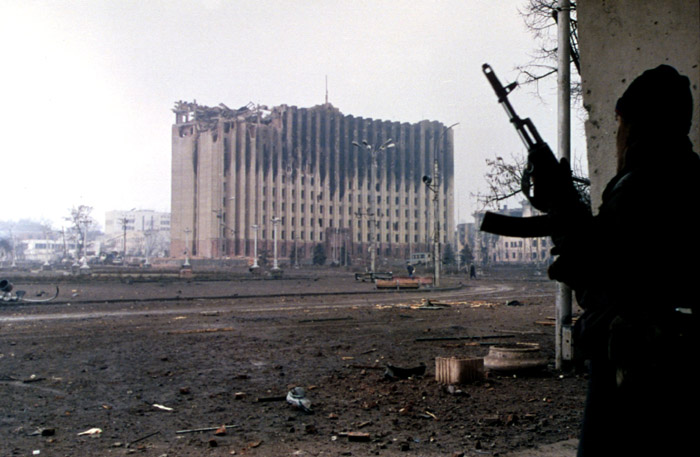
Atentado en Grozny (Chechenia).

El informe identifica y enumera como "amenazas" las más peligrosas o acuciantes derivas que se detectan -en algunos casos proliferan ya y rápidamente- y sus implicaciones negativas. Son las siguientes:
- El terrorismo, que el documento relaciona con factores que denomina "estructurales", como la desigualdad, la desintegración cultural y la intolerancia que apareja, la captación y enajenación de los jóvenes, fruto de una creciente incomprensión y frustración ante el cambio de estructuras sociales que implica la globalización, etc. Asimismo señala que es precisamente esta misma globalización la que, a través de internet como fuente de comunicación inédita, ha puesto al descubierto y señalado a todo el mundo la fiereza e injusticia de estos desajustes, todo lo cual retroalimenta entre sí los eslabones de una misma cadena, cuya mecánica más perversa es el terrorismo.
- La proliferación de armas de destrucción masiva que, permanentemente sofisticadas por el desarrollo de la tecnología, constituyen en sí mismas una amenaza continua a la seguridad. Sin embargo, el análisis señala con preocupación la emergencia de un nuevo riesgo que, solapado hasta el momento, ha venido incrementándose hasta constituir un escenario muy posible en la actualidad: la proliferación descontrolada o secreta de estas armas y el afán de poseerlas que han mostrado diversos países de estabilidad precaria facilita cada vez más la sustracción o creación delictiva de estas armas con el fin de introducirlas el mercado negro. El paso que separa la existencia de este mercado negro del aprovisionamiento de grupos criminales con estas armas es estrechísimo.
- Los conflictos regionales, cuyo recalentamiento, facilitado por el abandono o la renuencia de los Estados a intervenir militar o civilmente en el exterior, podría acrecentar progresivamente la frustración, y el sentimiento de impunidad, de las partes y poblaciones involucradas, lo que unido al empobrecimiento y la fuga de riqueza y de personas que generan estos conflictos, podría facilitar e incluso empujar de facto a un recurso a la fuerza (ofensiva o de autodefensa), contribuyendo a la degeneración estructural de estas regiones, a través de la miseria y la guerra permanente. Las reacciones que la prolongación de estas situaciones promueven pueden transitar de la indignación a la violencia con rapidez. El terrorismo sería, una vez más, el último eslabón de la cadena. La Estrategia Europea de Seguridad menciona en particular, como específicos riesgos para la seguridad de la Unión y de sus ciudadanos, los conflictos en Cachemira, la región de los Grandes Lagos africanos, los problemas de Corea con sus vecinos y, fundamentalmente y como el más enquistado y socialmente permeabilizado de todos ellos, el que desangra desde hace tanto el Oriente Próximo.

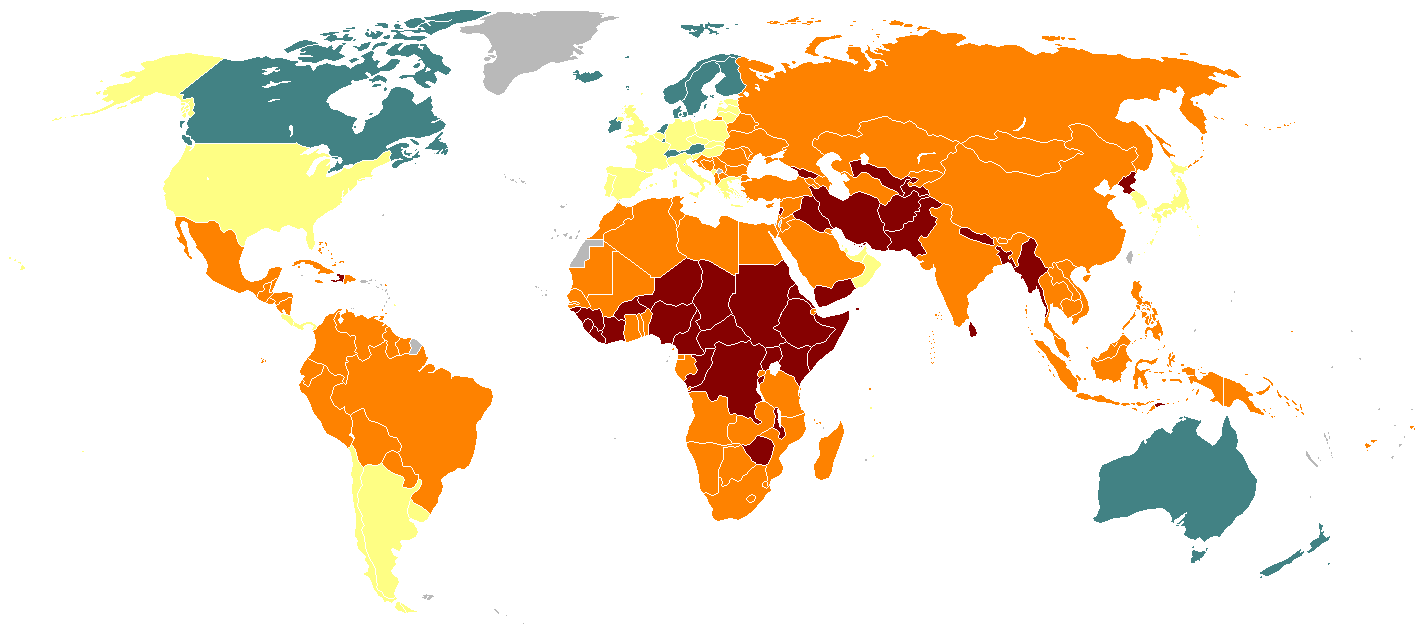
Índice de gobernabilidad y Estados fallidos (FP 2009)
Máximo riesgo
Estado expuesto
No hay datos / Territorio Dependiente
Estado sostenible
Riesgo mínimo

- El debilitamiento de los Estados, que favorece la aparición de zonas y regiones donde la precariedad de las estructuras de gobierno del Estado es tal que, en los casos más extremos, se ha llegado a hablar de la existencia de "Estados fallidos" y del hundimiento de las instituciones. Todos estos problemas se presentan en países, por lo general y en cualquier caso con más gravedad, donde la debilidad del Estado es interna y sus causas son estructurales, si bien su naturaleza puede ser diversa (así la guerra, la corrupción, la impunidad judicial, el asentamiento de redes fuertes del crimen organizado, etc.). No se trataría, por tanto, de regímenes más o menos autoritarios o antidemocráticos (si bien lo esperable es que así sea), sino precisamente de la debilidad, en el peor caso la ausencia, de una autoridad pública o legal, cualquiera que fuera su legitimidad democrática o la de su gobierno. El vacío de poder que se presenta en estos lugares propicia que se adueñen de él estructuras de poder privado autoimpuestas por razón de su fuerza, que en la mayoría de los casos serán, por su propia naturaleza violenta, grupos terroristas u organizaciones criminales, que fácilmente podrán desde esa plataforma exportar sus actividades fuera de sus difuminadas fronteras. Todo esto supone un fenómeno alarmante que mina la gobernanza mundial y puede contribuir a la inestabilidad regional.
- La delincuencia organizada, finalmente, es ya no sólo una amenaza exterior, sino en el caso de Europa una amenaza interior fortísima, dado que el continente es no sólo uno de los destinos preferentes de muchas de las actividades criminales que se desarrollan a escala mundial -así el tráfico de drogas, la venta ilegal de diamantes, las redes de tráfico de inmigrantes, etc.-, sino que es, por sus características de comunidad política sin Estado unitario ni fronteras interiores, un espacio ideal para el tránsito de algunas de estas mercancías y para el camuflaje de estas operaciones criminales.

## Los objetivos estratégicos
Sigue al anterior análisis diagnóstico de la situación internacional en relación con los intereses de Europa, el planteamiento común de la estrategia que adopta la Unión frente a la realidad imperante. Con este fin, la Estrategia centra su atención en tres objetivos fundamentales, cuya consecución y consolidación deben servir como pilar para la construcción de un marco internacional seguro donde los intereses europeos puedan salvaguardarse y promoverse adecuada y equilibradamente.

### La seguridad interior
La Estrategia Europea de Seguridad dirige su foco en primer término a la propia Unión Europea, a su territorio, a sus políticas -especialmente en el marco del espacio de libertad, seguridad y justicia-, a su actuación y a la de sus Estados miembros. Si bien reconoce el considerable impulso que se ha dado, a escala europea, desde todas estas instancias a las políticas de cooperación policial y judicial en materia penal (así la euroorden, el listado europeo de grupos terroristas, etc.), el documento señala la urgente necesidad de reforzar algunos de los logros obtenidos a través de nuevas políticas. Además apunta la existencia del "espacio Schengen" como una experiencia única en el mundo y una oportunidad novedosa para la aplicación de nuevos métodos de coordinación multinacional en asuntos de interior, donde el libre tránsito de personas y la supresión de las fronteras interiores ejercerían una presión motora hacia acciones cuya eficacia podría después adaptarse y aplicarse en el exterior.
Siguiendo estas recomendaciones y otras de las tácticas establecidas por la Estrategia Europea de Seguridad, la Comisaria de Asuntos de Interior, la sueca Cecilia Malmström, presentó ante el Consejo en 2009 un documento titulado "Una Europa abierta y segura al servicio de sus ciudadanos" donde se desarrollaban los objetivos y se planificaban los instrumentos del conocido como Programa de Estocolmo, presentado semanas antes por la Presidencia sueca, y que buscaba adoptar por vez primera una auténtica estrategia europea de seguridad interior. Sin embargo, este programa recibió críticas desde algunos círculos comunitarios, que lo consideraron poco ambicioso, y hubo de ser retocado y profundizado en diversos aspectos. Finalmente, bajo Presidencia española se alcanzó en febrero de 2010 un acuerdo en el Conseojo sobre el texto definitivo, que fue rebautizado como Estrategia de Seguridad Interior de la Unión Europea: "Hacia un modelo europeo de seguridad".

### El entorno de seguridad
El documento señala asimismo como una de las prioridades que la Unión adopta la existencia y promoción de un lo que denomina «un entorno de seguridad para Europa». Este concepto tendría una dimensión múltiple que englobaría parámetros de vecindad espaciales o geográficos, políticos y de gobernanza, jurídicos, sociales y demográficos de naturaleza variable. Las relaciones internacionales y de vecindad de la Unión Europea, su entorno de seguridad natural vendría esencialmente condicionado por el estado y las perspectivas de su ampliación, y se focaliza en las siguientes regiones y situaciones políticas:
- Los Balcanes, donde la Unión y los Estados de Europa han involucrado desde las Guerras de Bosnia y de Kósovo tales dosis de capital político y financiero que un fracaso en el camino de esta región hacia la integración comunitaria podría comprometer más que ningún otro la credibilidad y la importancia de la política exterior europea en el mundo. Señala asimismo que la cooperación activa con sus socios de la OTAN y con Rusia no es menos importante que la participación positiva de Turquía en el proceso, sin que nada de ello obste a la particular y preeminente responsabilidad que incumbe en esta área a los europeos como tales.
- El este de Europa, donde son tan fuertes los intereses de la Unión y tan variada su naturaleza, que exigen la creación y consolidación de unos lazos especiales, que podrían ir desde la adopción de acuerdos especiales de asociación hasta la plena integración de algunos estados, pasando por la creación de mecanismos multilaterales de cooperación regional (fortalecimiento de la OSCE), donde la paz, la seguridad y la estabilidad política y el respeto a los derechos humanos en estos países serían los principales intereses y valores que la Unión debería promover y supervisar. Evidentemente merece mención aparte el caso de Rusia, con la que por intereses políticos y económicos, especialmente delicados en el ámbito de la energía.
- La cuenca mediterránea, cuyas dificultades políticas y económicas favorecen la propagación de corrientes migratorias mal controladas que provocan efectos muy diversos en el continente, especialmente en los países de acogida. El desajuste demográfico que padece Europa y que se incrementará en las próximas décadas requiere un enfoque y un tratamiento común de estos problemas a escala europea, sin los cuales se plantaría un caldo de cultivo idóneo para la germinación de la intolerancia y la conflictividad social. La promoción del desarrollo económico y político del norte de África es imprescindible para neutralizar la expansión de grupos terroristas y para garantizar la seguridad de Europa y su viabilidad demográfica. Aquí el conflicto en el Oriente Próximo es un obstáculo fundamental a la paz en la región, a la seguridad de Europa y a la estabilidad internacional. La mediación europea se ha mostrado positiva, e incluso determinante en algunos casos: debe incrementarse.
- El Cáucaso, cada vez más próximo a las fronteras de Europa, la última de las regiones que la Estrategia Europea de Seguridad prioriza. El documento se felicita de la mayor actividad diplomática de Europa en la zona, especialmente a partir de la Guerra de Georgia, pero advierte de los graves problemas estructurales que lastran la prosperidad y la seguridad de la región, y establece como prioridad aumentar la participación activa de Europa en la solución de sus problemas.

### El multilateralismo eficaz
El informe retomó el concepto de multilateralismo eficaz acuñado por el gobierno estadounidense del presidente George W. Bush para darle la vuelta y concederle un nuevo enfoque.
Si la doctrina neoconservadora más moderada abogaba por un bilateralismo ampliado, donde los Estados Unidos consultaran con sus principales socios en el marco de relaciones mutuas omnicomprensivas, donde los acuerdos a adoptar tuvieran como límite la eficacia, esto es, el no abandono de los objetivos esenciales de la estrategia originaria, la Unión Europea defiende un multilateralismo estructurado. Esto implica la existencia y, más allá, el fortalecimiento de instituciones internacionales de gobernanza mundial, donde los Estados y las organizaciones internacionales cooperen entre sí y con la sociedad civil para poner en común sus estrategias. Esta cooperación institucionalizada o estructurada debería cristalizar en un conjunto normativo universal por bloques que resulte vinculante y -en este punto se despega de otros discursos similares- cuyo cumplimiento venga supervisado y garantizado por esas mismas instituciones, donde los estados estarían representados y de manera conjunta conformarían la voluntad de aquellas.

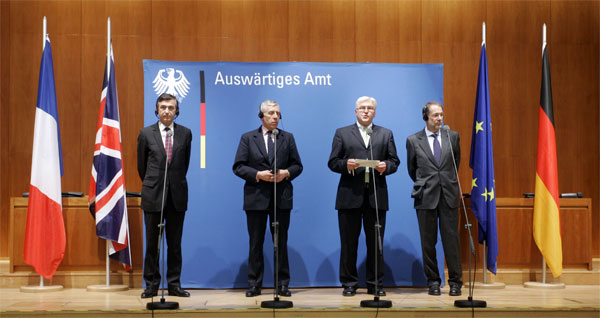
Representantes de la UE durante la crisis sobre el Programa nuclear de Irán (P. Douste-Blazy, J. Straw, F-W. Steinmeier y J. Solana).

Además, el documento enumera algunas de las organizaciones internacionales que, en sus respectivos ámbitos generales o sectoriales, globales o regionales, mejor deberían funcionar, de acuerdo con los intereses comprometidos por Europa:
- En primer término las Naciones Unidas, sobre cuya Carta se fundamenta la pacífica y ordenada convivencia entre los pueblos, y que deben asumir con el apoyo de sus Estados la posición preeminente que le corresponde a su organización.
- También la Organización Mundial del Comercio, a cuyo nacimiento tanto contribuyó Europa, y que se encuentra en un momento de expansión óptimo para el aseguramiento de los intereses económicos y comerciales de la Unión y de su entorno geográfico y político.
- La OTAN, como recipiente en el que caben y sobre el que se estructuran principalmente las relaciones entre los Estados Unidos y Europa, las relaciones transatlánticas. Además resalta el documenteo que es condición necesaria, de hecho, para el adecuado y paralelo desarrollo de una política de defensa común europea, para la cual es necesario el concurso de países que, como el Reino Unido, tienen su política defensiva comprometida en la Alianza Atlántica. Unas buenas y completas relaciones de cooperación entre la Unión y la OTAN contribuirían enormemente a disipar los recelos y las dudas de muchos Estados, dentro y fuera de Europa, a la hora de comprender o de implicarse en su política común de seguridad y defensa.

## Medios e instrumentos de la Unión
Si bien los medios a través de los cuales debe la Unión Europea operar en el mundo para garantizar su seguridad no han cambiado sustancialmente, el documento constata una mayor evolución, como es lógico, en los instrumentos puestos a su disposición. Además, y en previsión de la evolución jurídica europea (en 2003 la Convención tenía ya muy avanzados sus trabajos para la nueva Constitución europea), el documento deja abierta la puerta a nuevos mecanismos institucionales, sin renunciar por ello a señalar lo esenciales o incluso a proponer, en el marco normativo actual, la creación de otros nuevos.

### Coherencia política
Si bien resulta evidente, constata el documento, que la más estrecha articulación política de la Unión Europea ha tenido su reflejo en la elaboración y aplicación de sus políticas en el mundo, no es por ello menos cierto que la compleja mecánica institucional y la diversidad intrínsecas a aquella condicionan fuertemente el desarrollo y la operatividad de estas. Para convertirse en un socio fiable y ganar peso en el mundo, Europa debe administrar políticas coherentes y expresarlas con una sola voz o, cuando menos, sin disonancias. Ambas cuestiones se dirimen más a la luz de la conducta de los Estados miembros que de la propia Unión Europea como tal, pues la eficacia y el peso político de las posiciones comunes y las estrategias políticas que Europa adopta dependen, en gran medida, del respaldo efectivo y la lealtad que muestren hacia ellas los Estados de la Unión, especialmente, pero no sólo, los más grandes. La coordinación y la voluntad política son pues tan inherentes al peso exterior de Europa en el mundo como la propia lealtad de los gobiernos hacia las posiciones que ellos mismos han adoptado en el seno del Consejo y demás instituciones comunitarias. Y sin peso político en el mundo Europa no puede pretender que se la escuche atentamente cuando sus dirigentes hablan de seguridad.

### Capacidades operativas
Es en este aspecto de la Estrategia, al que todo su diseño dirige especial atención, aquel en que quizá más visiblemente se han alcanzado los objetivos propuestos, gracias al buen hacer del Alto Representante y a la voluntad política de los Estados. La Estrategia, al fijar la mira en el desarrollo de la capacidad operativa común como uno de los instrumentos necesarios para alcanzar en buena lógica los objetivos establecidos, fija su atención en tres aspectos cuya puesta en marcha y progresivo desarrollo considera esenciales para la credibilidad y eficacia de la posición de la Unión en el foro de la seguridad global, a saber:
- La creación de una agencia europea en el ámbito de la defensa con capacidad para poner en común los conocimientos y el desarrollo de la industria militar de los Estados miembros, abriendo así paso a la coordinación de dichas industrias nacionales a nivel europeo, evitando duplicidades y favoreciendo las sinergias que facilitarían una política común de defensa eficaz.
- La puesta en marcha de unidades europeas de reacción rápida que pudieran hacer frente de manera flexible y combinada (complementando medios militares con medios civiles) a situaciones críticas, activándose a instancia del Consejo, que designaría un mando militar asociado al Alto Representante.
- Un estrechamiento de los vínculos de colaboración entre los servicios nacionales diplomáticos y de inteligencia a nivel común europeo, en el seno del Consejo, con la creación de organismo de gestión y custodia ad hoc, si fuera necesario.

Estas propuestas cristalizaron ya, en muy gran medida, con la creación en 2004 de la Agencia Europea de Defensa, la puesta en marcha del organigrama militar europeo aprobado en el Consejo Europeo de Helsinki en 1999 (un Comité Político y de Seguridad, un Comité Militar y un Estado Mayor de la Unión Europea) y el desarrollo de la Eufor a lo largo de aquella misma década y, finalmente, con la propuesta constitucional, recogida por el Tratado de Lisboa y casi operativa, de un Servicio Europeo de Acción Exterior.

### Cooperación internacional y regional
El documento señala el enorme capital y correlativa responsabilidad que para Europa supone su propia historia. No hay, señala la Estrategia, territorio en el mundo, por lejano que éste sea, con el que el continente no esté vinculado por lazos históricos, geográficos o culturales profundos. El dominio político y cultural que Europa y sus naciones han ejercido en gran parte del mundo durante siglos, además de los recelos actualmente despiertos contra ella en muchos otros territorios, sirven también para explicar en gran medida su propia historia, de la que Europa ha participado intensamente. Si las relaciones que el continente desplegó en el mundo con los territorios exteriores fueron hasta tiempos recientes de dominación, hoy en día el nuevo equilibrio de poderes hace que la principal forma de influencia que Europa se reserva para influir todavía en el mundo dependa no exactamente de sus medios, que también, sino de su actitud: la cooperación.
Entendida como una de las muchas formas de interactuación que se pueden dan entre realidades distintas que comparten un mismo entorno, la cooperación se caracteriza por ser aquella que promueve la acción coordinada o conjunta y el uso de instrumentos comunes por las partes afectadas para alcanzar más rápidamente objetivos que satisfagan intereses compartidos. La cooperación, viene a apuntar el documento, es no sólo una conducta, sino que puede ser un hábito. Si la Unión Europea teje una red de socios con los que esté vinculada por estrechos lazos de cooperación habitual -e incluso institucionalizada-, redundará en su propio beneficio, pues estará sembrando sus relaciones sobre campos fértiles, y los frutos que pueda cosechar, aunque quizá más tardíos, vendrán más seguros y estables. Sobre esta red de interdependencia y compromiso recíproco Europa podrá moverse en el mundo con mayor soltura, interviniendo en conflictos más lejanos, y podrá desplegar sobre la base de ella una política exterior fiable, minimizando los daños propios y ajenos y el número de adversarios.

## Unión Europea y globalización
El documento subraya la renovada ventaja que supone, por su naturaleza y vanguardismo, la Unión Europea en el contexto de la globalización. Es precisamente, subraya la Estrategia, el modelo de gestión multinacional cooperativa gestado en la Europa comunitaria desde la Segunda Guerra Mundial, el que mejor parece responder a las necesidades actuales, que -conocidas o novedosas- vienen profundamente determinadas por el elemento plurinacional, o en todo caso transfronterizo. Señal indudable de esta realidad es la continua proliferación de organizaciones internacionales de ámbito regional que, en distintas partes del mundo, buscan afrontar por medio de un método de gestión común (tendente hacia el comunitarismo) los desafíos comunes que, inexorablemente, van haciendo converger sus intereses. Buen ejemplo de esto serían la Unión Africana, ASEAN, la Comunidad Andina o Unasur, por citar a los más relevantes.